# François-Nicolas Vincent
François-Nicolas Vincent (Parigi, 1767 – Parigi, 24 marzo 1794) è stato un politico e rivoluzionario francese.

## Biografia
François-Nicolas Vincent è stato una figura significativa nella Rivoluzione.
Figlio di un custode di un carcere parigino, è impiegato presso un avvocato per cinque anni. All'inizio della Rivoluzione, vive miseramente in una piccola stanza a Parigi, rue de Tournon. È il più giovane degli uomini seguaci di Jacques-René Hébert. Vincent, insieme al compagno Charles Philippe Ronsin, porta la rivoluzione nel paese, diventando rivoluzionario in missione. Si fa preso conoscere come un leader Sanculotto radicale e uno dei membri di spicco della fazione degli Hébertisti.
Al suo ritorno a Parigi, Vincent è diventato uno dei primi membri del club dei Cordiglieri e fu presto eletto segretario-cancelliere.

### Ascesa
Elettore nella sezione del Teatro francese (Sezione Marat) nel 1792, entra dopo la Giornata del 10 agosto 1792 al Consiglio generale della Commune di Parigi, dove sostituisce Fabre d'Églantine, eletto alla Convenzione nazionale. Nominato in agosto commissario del Consiglio Direttivo, ha ottenuto al termine del suo incarico una posizione temporanea di capo dell'ufficio dei riferimenti al Ministero della guerra.
Nominato Segretario dell'Assemblea elettorale di Parigi l'11 novembre 1792, ottenne, il 28 febbraio 1793, le funzioni di Commissario delle guerre, che rifiutò, preferendo rimanere a Parigi. Più tardi, fu nominato Commissario all'armata dell'ovest di Berruyer, funzione che sembra non abbia effettivamente occupato. In aprile 1793, al momento del suo arrivo presso il Ministero della guerra, Bouchotte lo nomina segretario generale del dipartimento della guerra, una funzione che mantenne fino al suo arresto il 27 frimaio anno II (17 dicembre 1793), su ordine del Comitato di sicurezza generale. Soprattutto con questa posizione riempie gli uffici del Ministero di patrioti rivoluzionari conclamati. È questo lavoro che ha permesso a Vincent di portare più potere ai sanculotti.
Internato alla prigione del Lussemburgo, è difeso da Hébert al Club dei giacobini il 1 nevoso anno II (21 dicembre 1793). Rilasciato il 2 febbraio 1794, intraprende la lotta degli Hébertisti contro gli Indulgenti di Danton e contro il governo rivoluzionario.

### Caduta
Jacques Hébert, redattore e editore del Le Père Duchesne, ha trascinato Vincent, tra gli altri, in una campagna contro quello che ritenevano la molle "moderazione" del Comitato di salute pubblica, insieme con i tentativi di sostegno alla campagna di "de-cristianizzazione" in Francia. Vincent ha sostenuto il rovesciamento di Maximilien Robespierre, e quando lui e i suoi compagni Hebertisti sono percepiti pericolosi per la loro opposizione, Robespierre ha reagito con gli arresti e il processo per "attività di tradimento". Gli Hebertisti, insieme ad alcuni dei loro amici e compagni, sono stati accusati di aver tentato di rovesciare il Comitato di salute pubblica per favorire il ristabilimento della monarchia e di cospirare con gli stranieri per abbattere la Repubblica. Nessuna prova tangibile è stata prodotta a sostegno di tali accuse ma, anche così, Vincent e i suoi compagni Hebertisti sono stati giudicati colpevoli e condannati a morte dopo un processo svoltosi tra il 21 e il 24 marzo.
Arrestato con Hébert nella notte tra il 13 e il 14 marzo, è condannato a morte dal Tribunale rivoluzionario per essere giustiziato con gli altri capi cordiglieri.
François-Nicolas Vincent muore a 27 anni il 24 marzo 1794 (4 Germinale anno II) sotto la ghigliottina di Parigi. In questo giorno, accanto a lui sono ghigliottinati Jacques-René Hébert, i suoi compagni Antoine-François Momoro, Charles Philippe Ronsin, Anacharsis Cloots, François Desfieux, Jacob Pereira e Pierre-Ulric Dubuisson, lo speculatore belga Pierre-Jean Berthold de Prol e il banchiere olandese Jean Conrad de Kock.